# Animales nocturnos
Nocturnal Animals (en español: Animales nocturnos) es una película estadounidense de thriller psicológico y neo-noir, dirigida, escrita y coproducida por Tom Ford, y protagonizada por Amy Adams, Jake Gyllenhaal, Aaron Taylor-Johnson, Michael Shannon, Isla Fisher, Armie Hammer, Laura Linney, Andrea Riseborough y Michael Sheen. Es la adaptación cinematográfica de la novela de suspenso psicológico Tony y Susan (1993), escrita por Austin Wright. La trama sigue a la dueña de una galería de arte mientras lee la nueva novela escrita por su primer esposo y comienza a ver las similitudes entre esta y su antigua relación.
El rodaje comenzó el 5 de octubre de 2015 en Los Ángeles, California. La película se estrenó en noviembre de 2016 y recibió críticas en gran medida positivas, con elogios por la dirección de Ford y las actuaciones de Adams, Gyllenhaal, Taylor-Johnson y Shannon (candidato a un premio de la Academia), y recaudó más de 32 millones de dólares en todo el mundo.

## Argumento
La dueña de una galería de arte, Susan Morrow (Amy Adams), recibe el texto mecanografiado de una novela escrita por su exesposo, Edward Sheffield (Jake Gyllenhaal), junto con una invitación para cenar durante la próxima visita de Edward a Los Ángeles. Molesta por el deterioro de su matrimonio con el hombre de negocios infiel, Hutton Morrow (Armie Hammer), Susan se deja consumir por la novela, que está dedicada a ella y se llama Animales nocturnos por el apodo que Edward le dio.
En la novela, Tony Hastings (Jake Gyllenhaal) es un hombre de familia que se enfrenta a tres alborotadores locales, Ray Marcus (Aaron Taylor-Johnson), Lou Bates (Karl Glusman) y Turk Adams (Robert Aramayo), durante un viaje en carretera por el oeste de Texas. Después de ser obligado a salir de la carretera, Tony no puede evitar que Ray y Turk secuestren a su esposa, Laura (Isla Fisher), y a su hija, India (Ellie Bamber), siendo dejado con Lou, quien lo obliga a conducir el auto de Ray hasta el final de una carretera donde lo deja abandonado. Tony logra evadir a Ray y Lou cuando regresan a buscarlo y se dirige a una granja cercana para llamar a la policía.
El detective Bobby Andes (Michael Shannon) es asignado al caso y junto a Tony descubre los cuerpos de Laura e India cerca de una choza abandonada, donde habían sido violadas y asesinadas. Tras ello, Tony se queda atormentado por la culpa. Andes lo contacta un año después y le pide que identifique a Lou, quien está acusado de ser cómplice en los asesinatos de Laura e India.
Turk recibe un disparo mortal en un robo fallido, dejando a Ray como el último culpable en ser llevado ante la justicia. Andes arresta a Ray, pero finalmente se ve obligado a liberarlo ya que solo tienen pruebas circunstanciales de su participación. Al borde de la jubilación y después de haber sido diagnosticado con cáncer de pulmón terminal, Andes decide tomar el asunto en sus propias manos y con la ayuda de Tony, secuestra a Ray y Lou. Andes le dispara a Lou en su intento de escape, mientras que Ray logra escapar.
Por su cuenta, Tony rastrea a Ray hasta la choza donde murieron Laura e India. Ahí, Ray le admite a Tony haber violado y asesinado a su esposa y a su hija, llamándolo además débil. Tony en venganza le dispara fatalmente a Ray, pero queda ciego cuando Ray lo golpea en la cabeza con una barra de hierro. Tony tropieza afuera y muere después de caer sobre su arma disparándose accidentalmente en su abdomen.
Conmocionada por el contenido oscuro y la cruda emoción de la novela, Susan recuerda cómo conoció a Edward en la universidad y su relación floreciente, a la que su dominante madre, Anne Sutton (Laura Linney), se opuso, alegando que Edward no era digno del afecto de Susan y que debido a sus románticas visiones del mundo, le faltaba el impulso para lograr sus objetivos. Sin embargo, Susan ignoró las objeciones de su madre y finalmente se casó con Edward.
Después de encontrar más pruebas de la relación extramarital de Hutton, Susan reanuda la lectura del manuscrito y comienza a recordar su problemático matrimonio con Edward, que se vio tenso por la frustración y la actitud desdeñosa de Susan por la carrera y las aspiraciones literarias de Edward, lo que culminó con Susan engañando a Edward con Hutton, motivo por el cual se divorciaron. Sin embargo, Edward intentó recomponer su relación con Susan, pero finalmente cortó los lazos con ella tras enterarse de que estaba embarazada de él pero que en secreto tuvo un aborto para asegurar el fin de cualquier vínculo con él y así poder casarse con Hutton.
En la actualidad, Susan termina de leer la novela y acuerda con Edward para que se reúnan en un restaurante, pero Edward nunca llega a la cita y Susan se queda esperando sola mientras el restaurante se vacía.

## Reparto

### En el mundo real
- Amy Adams como Susan Morrow, una reconocida y adinerada dueña de una galería de arte, que vive en Los Ángeles.[4]
- Jake Gyllenhaal como Edward Sheffield, el exesposo de Susan y un novelista el cual es el autor del libro Animales nocturnos.
- Armie Hammer como Hutton Morrow, el esposo infiel de Susan en la actualidad.[5]
- Laura Linney como Anne Sutton, la madre distanciada de Susan.[6]
- Andrea Riseborough como Alessia Holt, la esposa de Carlos.
- Michael Sheen como Carlos Holt, el esposo gay de Alessia.
- India Menuez como Samantha Morrow, la hija de Susan.
- Zawe Ashton como Alex, la recepcionista.
- Jena Malone como Sage Ross, la joven compañera de trabajo de Susan.
- Neil Jackson como Cristopher, el asistente de Susan.
- Kristin Bauer van Straten como Samantha Van Helsing.
- Imogen Waterhouse como Chloé.
- Beth Ditto como la voz de una mujer de la televisión.

### En la novela
- Jake Gyllenhaal como Tony Hastings, el protagonista de la novela Animales nocturnos, un automovilista cuya familia se ve amenazada en la carretera por la pandilla de Ray.[4]
- Michael Shannon como el Detective Bobby Andes, un miembro del departamento de la policía local quien se encarga de investigar el caso de los asesinatos de Laura e India.[7]
- Aaron Taylor-Johnson como Ray Marcus, un sádico y misterioso hombre que lidera una pandilla y representa una amenaza para la familia de Tony.[7]
- Isla Fisher como Laura Hastings, la esposa de Tony, quien es secuestrada y asesinada por la pandilla de Ray.[8]
- Ellie Bamber como India Hastings, la hija de Tony, quien también es secuestrada y asesinada junto con su madre.[9]
- Karl Glusman como Lou Bates, miembro de la pandilla de Ray.[10]
- Robert Aramayo como Steve «Turk» Adams, miembro de la pandilla de Ray.[11]
- Graham Beckel como el Teniente Graves.

## Doblaje
| Personaje             | Actor original       | Actor de doblaje        | Actor de doblaje        |
| Personaje             | Actor original       | Hispanoamérica          | España                  |
| --------------------- | -------------------- | ----------------------- | ----------------------- |
| Susan Morrow          | Amy Adams            | Romina Marroquín Payró  | Yolanda Mateos          |
| Edward Sheffield      | Jake Gyllenhaal      | José Gilberto Vilchis   | Pablo Sevilla           |
| Tony Hastings         | Jake Gyllenhaal      | José Gilberto Vilchis   | Pablo Sevilla           |
| Detective Bobby Andes | Michael Shannon      | Enrique Cervantes       | Salvador Aldeguer       |
| Ray Marcus            | Aaron Taylor-Johnson | Christian Strempler     | Miguel Ángel Garzón     |
| Laura Hastings        | Isla Fisher          | Claudia Contreras       | Pilar Martín            |
| Laura Hastings        | Isla Fisher          | Jackie Morales          | Pilar Martín            |
| India Hastings        | Ellie Bamber         | Montserrat Aguilar      | Verónica Llaneza Mielgo |
| Hutton Morrow         | Armie Hammer         | Manuel Campuzano        | Rafa Romero             |
| Anne Sutton           | Laura Linney         | Carola Vázquez          | María Antonia Rodríguez |
| Lou Bates             | Karl Glusman         | Víctor Ruiz             | José María Guiu         |
| Alessia Holt          | Andrea Riseborough   | Circe Luna              | Silvia Sarmentera       |
| Carlos Holt           | Michael Sheen        | Germán Fabregat         | Paco Vaquero            |
| Alex                  | Zawe Ashton          | Patricia Acevedo        | Mercedes Cepeda         |
| Samantha Van Helsing  | Kristin Bauer        | Adriana Casas           | Olga Cano               |
| Teniente Graves       | Graham Beckel        | Miguel Ángel Ghigliazza | Luis Fernando Ríos      |
| Cristopher            | Neil Jackson         | Diego Estrada           | Lorenzo Beteta          |
| Sage Ross             | Jena Malone          |                         | Sandra Jara             |
| Steve «Turk» Adams    | Robert Aramayo       |                         | Javier Lorca            |

## Producción

### Desarrollo y casting
El 24 de marzo de 2015, se anunció que George Clooney y Grant Heslov, socios de Smoke House Pictures, estarían produciendo un thriller, Animales nocturnos, basado en la novela de Austin Wright, Tony y Susan, de 1993. Tom Ford fue nombrado para dirigir la película basada en su propio guion. Al día siguiente, Jake Gyllenhaal fue llamado para el papel protagónico dual, que sería el de Edward y Tony, mientras que Amy Adams estaba en conversaciones para el papel principal femenino, Susan, y las mismas fuentes confirmaron que Joaquin Phoenix y Aaron Taylor-Johnson también estaban en la mira para otros roles. Focus Features adquirió los derechos de distribución de la película en Estados Unidos el 17 de mayo de 2015, mientras que Universal Pictures se ocuparía de la distribución internacional. El acuerdo de Focus Features se hizo con $20 millones, haciendo de este el negocio más grande de 2015 en el Festival de Cannes y uno de los más grandes de los últimos años. El 6 de agosto de 2015, Taylor-Johnson fue confirmado para el papel de un personaje misterioso que representaría una amenaza para la familia del personaje de Tony interpretado por Gyllenhaal, junto con Michael Shannon quien también se unió al elenco para interpretar a un detective que investigaría un incidente violento. El 14 de agosto de 2015, Kim Basinger se unió al elenco de la película para interpretar a Anne Sutton, una rica socialite de Texas que sería la madre del personaje de Adams.
También se anunció que Ford y Robert Salerno producirían la película. El 28 de agosto de 2015, Armie Hammer también se unió al elenco de la película para interpretar a Walker Morrow, el esposo del personaje de Adams. El 9 de septiembre de 2015, Isla Fisher se unió a la película para interpretar a Laura Hastings, la esposa de Tony. El 18 de septiembre de 2015, Ellie Bamber fue llamada a la película para interpretar a la hija de Tony. El 30 de septiembre de 2015, Robert Aramayo se unió al elenco. El 5 de octubre de 2015, Karl Glusman firmó un contrato para participar en la película. Mientras que el 8 de octubre de 2015, Peter Nyong'o también fue llamado para aparecer en la película.

### Rodaje
El rodaje de la película comenzó el 5 de octubre de 2015 en Los Ángeles, California. La escena final en el restaurante japonés se filmó en el edificio principal del Distrito Histórico de Yamashiro. El rodaje concluyó el 5 de diciembre de 2015.

## Estreno
Animales nocturnos se estrenó mundialmente en el 73.º Festival Internacional de Cine de Venecia el 2 de septiembre de 2016, donde además ganó el Gran Premio del Jurado. La película también se proyectó en el Festival Internacional de Cine de Toronto el 9 de septiembre de 2016 y en el Festival de Cine de Londres del BFI el 14 de octubre de 2016. 
La película se estrenó en Estados Unidos el 18 de noviembre de 2016.

## Recepción

### Taquilla
Animales nocturnos recaudó 10.7 millones de dólares en Estados Unidos y Canadá y 21.7 millones de dólares en otros países, para un total mundial de 32.4 millones de dólares.
La película se estrenó en Norteamérica el 9 de diciembre de 2016 y se proyectaba que recaudaría entre 3 y 5 millones de dólares en su estreno. Terminó recaudando 3.2 millones de dólares, quedando en el séptimo puesto de taquilla.

### Crítica
En el sitio web recopilador de reseñas Rotten Tomatoes, el 74% de las 299 críticas son positivas, con una calificación promedio de 7.0/10. El consenso del sitio web dice: «Bien interpretada y atractiva, Animales nocturnos subraya aún más la distintiva habilidad visual y narrativa del guionista y director Tom Ford». Metacritic, que utiliza un promedio ponderado, le asignó a la película una puntuación de 67 sobre 100, basándose en 45 críticos, lo que indica críticas «generalmente favorables».
Owen Gleiberman, de Variety, elogió la película, afirmando: «La primera película de Tom Ford desde Un hombre soltero es otro éxito», y elogió las actuaciones de Gyllenhaal, Adams, Shannon y Taylor-Johnson. Pete Hammond, de Deadline Hollywood, elogió las actuaciones de Adams, Gyllenhaal, Shannon y Taylor-Johnson, así como el guion y la dirección de Ford. Geoffrey Macnab, de The Independent, le otorgó cinco estrellas, elogiando las actuaciones y la dirección, y afirmando: «Animales nocturnos combina con extraordinaria destreza el romanticismo y la desolación. Es una película que fácilmente podría haber caído en la pretenciosidad extrema, pero nunca se equivoca».
Leonard Maltin escribió muy positivamente sobre la película: «En un tiempo era normal contar una historia de principio a fin; ahora, manipular la cronología de una película se ha convertido casi en un cliché. Sin embargo, en su segunda película, Tom Ford no solo ha dominado una narrativa compleja, sino que también establece dos entornos separados y completamente tangibles. Es más, mantiene un tono consistente en ambas facetas de esta seductora historia. Esta película representa una audaz aventura en la cuerda floja de un hombre que ha demostrado con creces su valía como cineasta. No es solo una obra lograda, sino una película que envuelve por completo a su público. Y eso no es poca cosa». Maltin también destacó a Michael Shannon por ofrecer «otra gran actuación».
En un artículo para Rolling Stone, Peter Travers calificó la película con 3 estrellas y media de 4 y declaró: «Tom Ford la supera con una película negra impresionante que resuena con un terror fantasmal y poético. No le den demasiadas vueltas a la astuta creación de Ford. Ríndanse. Un aplauso para el director de fotografía Seamus McGarvey, el compositor Abel Korzeniowski y, especialmente, la editora Joan Sobel, quienes ayudan a Ford a tejer múltiples historias en una obra oscura, divertida y visualmente deslumbrante». Travers también destacó las actuaciones del reparto: «Los actores no podrían ser mejores. Gyllenhaal, en dos papeles, se sumerge profundamente en la percepción de la debilidad masculina. Y Adams transforma a Susan de universitaria radiante a reina de hielo sin perder un solo detalle. Es espectacular».
Victoria Coren Mitchell, del periódico The Guardian, se opuso a la opinión crítica popular, expresando despectivamente: «¿Por qué todos estos elogios y premios para una pieza de pornografía ginofóbica de la muerte?».

## Premios y candidaturas
| Premio                                                                | Categoría                                               | Receptores                                      | Resultado  | Ref.          |
| --------------------------------------------------------------------- | ------------------------------------------------------- | ----------------------------------------------- | ---------- | ------------- |
| Festival Internacional de Cine de Venecia                             | León de Oro                                             | Nocturnal Animals                               | Candidata  | [ 26 ]        |
| Festival Internacional de Cine de Venecia                             | Gran Premio del Jurado                                  | Tom Ford                                        | Ganador    | [ 26 ]        |
| Premios de la Crítica Cinematográfica                                 | Mejor actor de reparto                                  | Michael Shannon                                 | Candidato  | [ 27 ] [ 28 ] |
| Premios de la Crítica Cinematográfica                                 | Mejor guion adaptado                                    | Tom Ford                                        | Candidato  | [ 27 ] [ 28 ] |
| Premios de la Crítica Cinematográfica                                 | Mejor fotografía                                        | Seamus McGarvey                                 | Candidato  | [ 27 ] [ 28 ] |
| Premios Satellite                                                     | Mejor película                                          | Nocturnal Animals                               | Candidata  | [ 29 ]        |
| Premios Satellite                                                     | Mejor director                                          | Tom Ford                                        | Candidato  | [ 29 ]        |
| Premios Satellite                                                     | Mejor actriz                                            | Amy Adams                                       | Candidata  | [ 29 ]        |
| Círculo de Críticos de San Francisco                                  | Mejor actor de reparto                                  | Michael Shannon                                 | Nominado   | [ 30 ]        |
| Círculo de Críticos de San Francisco                                  | Mejor guion adaptado                                    | Tom Ford                                        | Nominado   | [ 30 ]        |
| Crítica de Washington D. C.                                           | Mejor actor de reparto                                  | Michael Shannon                                 | Candidato  | [ 31 ]        |
| Crítica de Washington D. C.                                           | Mejor guion adaptado                                    | Tom Ford                                        | Candidato  | [ 31 ]        |
| Crítica de Washington D. C.                                           | Mejor fotografía                                        | Seamus McGarvey                                 | Candidato  | [ 31 ]        |
| Crítica de San Diego                                                  | Mejor película                                          | Nocturnal Animals                               | Candidata  | [ 32 ]        |
| Crítica de San Diego                                                  | Mejor director                                          | Tom Ford                                        | Candidato  | [ 32 ]        |
| Crítica de San Diego                                                  | Mejor actor                                             | Jake Gyllenhaal                                 | Candidato  | [ 32 ]        |
| Crítica de San Diego                                                  | Mejor actor de reparto                                  | Aaron Taylor-Johnson                            | Candidato  | [ 32 ]        |
| Crítica de San Diego                                                  | Mejor actor de reparto                                  | Michael Shannon                                 | Candidato  | [ 32 ]        |
| Crítica de San Diego                                                  | Mejor guion adaptado                                    | Tom Ford                                        | Candidato  | [ 32 ]        |
| Crítica de San Diego                                                  | Mejor fotografía                                        | Seamus McGarvey                                 | Candidato  | [ 32 ]        |
| Crítica de San Diego                                                  | Mejor diseño de producción                              | Shane Valentino                                 | Candidato  | [ 32 ]        |
| Crítica de San Diego                                                  | Mejor montaje                                           | Joan Sobel                                      | Finalista  | [ 32 ]        |
| Crítica de San Diego                                                  | Mejor reparto                                           | Mejor reparto                                   | Candidatos | [ 32 ]        |
| Crítica de St. Louis                                                  | Mejor actor de reparto                                  | Michael Shannon                                 | Candidato  | [ 33 ] [ 34 ] |
| Crítica de St. Louis                                                  | Mejor guion adaptado                                    | Tom Ford                                        | Candidato  | [ 33 ] [ 34 ] |
| Crítica de St. Louis                                                  | Mejor montaje                                           | Joan Sobel                                      | Candidata  | [ 33 ] [ 34 ] |
| Hollywood Film Awards                                                 | Director revelación                                     | Tom Ford                                        | Ganador    | [ 35 ]        |
| Premios Globo de Oro                                                  | Mejor director                                          | Tom Ford                                        | Candidato  | [ 36 ]        |
| Premios Globo de Oro                                                  | Mejor actor de reparto                                  | Aaron Taylor-Johnson                            | Ganador    | [ 36 ]        |
| Premios Globo de Oro                                                  | Mejor guion                                             | Tom Ford                                        | Candidato  | [ 36 ]        |
| Crítica de Houston                                                    | Mejor película                                          | Nocturnal Animals                               | Candidata  | [ 37 ]        |
| Crítica de Houston                                                    | Mejor actor                                             | Jake Gyllenhaal                                 | Candidato  | [ 37 ]        |
| Crítica de Houston                                                    | Mejor actor de reparto                                  | Michael Shannon                                 | Candidato  | [ 37 ]        |
| Crítica de Houston                                                    | Mejor música                                            | Abel Korzeniowski                               | Candidato  | [ 37 ]        |
| Crítica de Houston                                                    | Mejor fotografía                                        | Seamus McGarvey                                 | Candidato  | [ 37 ]        |
| Premios del Sindicato de Actores de Cine                              | Mejores especialistas                                   | Nocturnal Animals                               | Candidatos | [ 38 ]        |
| Premios Phoenix Film Critics Society                                  | Mejor película                                          | Nocturnal Animals                               | Candidata  | [ 39 ]        |
| Premios Phoenix Film Critics Society                                  | Mejor actor de reparto                                  | Michael Shannon                                 | Candidato  | [ 39 ]        |
| Premios Phoenix Film Critics Society                                  | Mejor montaje                                           | Joan Sobel                                      | Candidata  | [ 39 ]        |
| Premios Phoenix Film Critics Society                                  | Mejor banda sonora                                      | Abel Korzeniowski                               | Candidato  | [ 39 ]        |
| Crítica de Las Vegas                                                  | Mejor película                                          | Nocturnal Animals                               | Candidata  | [ 40 ]        |
| Crítica de Las Vegas                                                  | Mejor director                                          | Tom Ford                                        | Candidato  | [ 40 ]        |
| Crítica de Las Vegas                                                  | Mejor actor                                             | Jake Gyllenhaal                                 | Candidato  | [ 40 ]        |
| Crítica de Las Vegas                                                  | Mejor actor de reparto                                  | Michael Shannon                                 | Ganador    | [ 40 ]        |
| Crítica de Las Vegas                                                  | Mejor guion adaptado                                    | Tom Ford                                        | Ganador    | [ 40 ]        |
| Crítica de Las Vegas                                                  | Mejor fotografía                                        | Seamus McGarvey                                 | Candidato  | [ 40 ]        |
| Crítica de Las Vegas                                                  | Mejor montaje                                           | Joan Sobel                                      | Candidata  | [ 40 ]        |
| Crítica de Las Vegas                                                  | Mejor música                                            | Abel Korzeniowski                               | Candidato  | [ 40 ]        |
| Asociación de críticos de cine de Austin                              | Mejor actor de reparto                                  | Michael Shannon                                 | Candidato  | [ 41 ]        |
| Asociación de críticos de cine de Austin                              | Mejor guion adaptado                                    | Tom Ford                                        | Candidato  | [ 41 ]        |
| Australian Academy of Cinema and Television Arts International Awards | Mejor actor de reparto                                  | Michael Shannon                                 | Candidato  | [ 42 ]        |
| Women Film Critics Circle                                             | Peor imagen de la mujer en una película                 | Nocturnal Animals                               | Candidata  | [ 43 ]        |
| Women Film Critics Circle                                             | Peor madre del año                                      | Laura Linney                                    | Ganadora   | [ 43 ]        |
| Alianza de Mujeres Periodistas de Cine                                | Mejor actor de reparto                                  | Michael Shannon                                 | Candidato  | [ 44 ]        |
| Alianza de Mujeres Periodistas de Cine                                | Mejor guion adaptado                                    | Tom Ford                                        | Candidato  | [ 44 ]        |
| Círculo de Críticos de Phoenix                                        | Mejor actor de reparto                                  | Michael Shannon                                 | Candidato  | [ 45 ]        |
| Círculo de Críticos de Phoenix                                        | Mejor película de thriller o misterio                   | Nocturnal Animals                               | Candidata  | [ 45 ]        |
| Asociación de Críticos de Cine de Chicago                             | Mejor actor de reparto                                  | Michael Shannon                                 | Candidato  | [ 46 ]        |
| Círculo de Críticos Británicos                                        | Mejor película                                          | Nocturnal Animals                               | Candidata  | [ 47 ]        |
| Círculo de Críticos Británicos                                        | Mejor actor                                             | Jake Gyllenhaal                                 | Candidato  | [ 47 ]        |
| Círculo de Críticos Británicos                                        | Mejor actor de reparto                                  | Michael Shannon                                 | Candidato  | [ 47 ]        |
| Crítica de Florida                                                    | Mejor actor de reparto                                  | Michael Shannon                                 | Candidato  | [ 48 ]        |
| Crítica de Florida                                                    | Mejor guion adaptado                                    | Tom Ford                                        | Candidato  | [ 48 ]        |
| Sociedad de Críticos de Cine Online                                   | Mejor actor de reparto                                  | Michael Shannon                                 | Candidato  | [ 49 ] [ 50 ] |
| Sociedad de Críticos de Cine Online                                   | Mejor guion adaptado                                    | Tom Ford                                        | Candidato  | [ 49 ] [ 50 ] |
| Crítica de Carolina del Norte                                         | Mejor guion adaptado                                    | Tom Ford                                        | Candidato  | [ 51 ]        |
| Asociación Críticos North Texas                                       | Mejor película                                          | Nocturnal Animals                               | Candidata  | [ 52 ]        |
| Asociación Críticos North Texas                                       | Mejor actor de reparto                                  | Michael Shannon                                 | Ganador    | [ 52 ]        |
| Asociación Críticos Ohio Central                                      | Mejor película                                          | Nocturnal Animals                               | Candidata  | [ 53 ]        |
| Asociación Críticos Ohio Central                                      | Mejor actor de reparto                                  | Michael Shannon                                 | Finalista  | [ 53 ]        |
| Asociación Críticos Ohio Central                                      | Mejor guion adaptado                                    | Tom Ford                                        | Candidato  | [ 53 ]        |
| Asociación Críticos Ohio Central                                      | Mejor reparto                                           | Nocturnal Animals                               | Candidatos | [ 53 ]        |
| Asociación Críticos Ohio Central                                      | Mejor actor del año                                     | Michael Shannon                                 | Ganador    | [ 53 ]        |
| Círculo de Críticos de Oklahoma                                       | Mejor actor de reparto                                  | Michael Shannon                                 | Finalista  | [ 54 ]        |
| Círculo de Críticos de Oklahoma                                       | Cuerpo de trabajo                                       | Michael Shannon                                 | Finalista  | [ 54 ]        |
| Gremio de Directores de Casting                                       | Mejor casting en un drama de alto presupuesto           | Francine Maisler                                | Nominado   | [ 55 ]        |
| Premios WGA                                                           | Mejor guion adaptado                                    | Tom Ford                                        | Candidato  | [ 56 ]        |
| Gremio Directores Artísticos                                          | Mejor dirección artística en una película contemporánea | Christopher Brown                               | Candidato  | [ 57 ]        |
| National Society of Film Critics                                      | Mejor actor de reparto                                  | Michael Shannon                                 | Finalista  | [ 58 ]        |
| Premios BAFTA                                                         | Mejor director                                          | Tom Ford                                        | Candidato  | [ 59 ]        |
| Premios BAFTA                                                         | Mejor actor                                             | Jake Gyllenhaal                                 | Candidato  | [ 59 ]        |
| Premios BAFTA                                                         | Mejor actor de reparto                                  | Aaron Taylor-Johnson                            | Candidato  | [ 59 ]        |
| Premios BAFTA                                                         | Mejor guion adaptado                                    | Tom Ford                                        | Candidato  | [ 59 ]        |
| Premios BAFTA                                                         | Mejor banda sonora                                      | Abel Korzeniowski                               | Candidato  | [ 59 ]        |
| Premios BAFTA                                                         | Mejor fotografía                                        | Seamus McGarvey                                 | Candidato  | [ 59 ]        |
| Premios BAFTA                                                         | Mejor montaje                                           | Joan Sobel                                      | Candidata  | [ 59 ]        |
| Premios BAFTA                                                         | Mejor diseño de producción                              | Shane Valentino                                 | Candidato  | [ 59 ]        |
| Premios BAFTA                                                         | Mejor maquillaje y peluquería                           | Donald Mowat y Jules Holdren                    | Candidatos | [ 59 ]        |
| Asociación de Críticos de Georgia                                     | Mejor guion adaptado                                    | Tom Ford                                        | Candidato  | [ 60 ]        |
| Asociación de Críticos de Cine de Denver                              | Mejor actor de reparto                                  | Aaron Taylor-Johnson                            | Candidato  | [ 61 ]        |
| Asociación de Críticos de Cine de Denver                              | Mejor guion adaptado                                    | Tom Ford                                        | Candidato  | [ 61 ]        |
| Crítica de Hawái                                                      | Mejor película                                          | Nocturnal Animals                               | Candidata  | [ 62 ]        |
| Crítica de Hawái                                                      | Mejor director                                          | Tom Ford                                        | Candidato  | [ 62 ]        |
| Crítica de Hawái                                                      | Mejor actriz                                            | Amy Adams                                       | Candidata  | [ 62 ]        |
| Crítica de Hawái                                                      | Mejor actor de reparto                                  | Michael Shannon                                 | Ganador    | [ 62 ]        |
| Crítica de Hawái                                                      | Mejor actor de reparto                                  | Aaron Taylor-Johnson                            | Candidato  | [ 62 ]        |
| Crítica de Hawái                                                      | Mejor guion adaptado                                    | Tom Ford                                        | Ganador    | [ 62 ]        |
| Crítica de Hawái                                                      | Mejor fotografía                                        | Seamus McGarvey                                 | Candidato  | [ 62 ]        |
| Crítica de Hawái                                                      | Mejor dirección de arte                                 | Christopher Brown                               | Candidato  | [ 62 ]        |
| Gremio de Maquilladores y Peluqueros                                  | Mejor maquillaje contemporáneo                          | Donald Mowat, Malanie J. Romero y Elaine Offers | Ganadores  | [ 63 ]        |
| Gremio de Maquilladores y Peluqueros                                  | Mejor peluquería de una película contemporánea          | Yolanda Toussieng y Jules Holdren               | Candidatos | [ 63 ]        |
| Gremio de Diseñadores de Vestuario                                    | Mejor vestuario en una película contemporánea           | Arianne Phillips                                | Nominada   | [ 64 ]        |
| Premios Dorian                                                        | Película más CAMPY                                      | Nocturnal Animals                               | Nominada   | [ 65 ]        |
| Premios Óscar                                                         | Mejor actor de reparto                                  | Michael Shannon                                 | Candidato  | [ 66 ]        |
| International Film Music Critics Association                          | Banda sonora del año                                    | Abel Korzeniowski                               | Candidato  | [ 67 ]        |
| International Film Music Critics Association                          | Mejor banda sonora en una película dramática            | Abel Korzeniowski                               | Ganador    | [ 67 ]        |